# مکس آرون
مکس آرون (انگلیسی: Max Aaron؛ زادهٔ ۲۵ فوریهٔ ۱۹۹۲) اسکیت‌باز نمایشی اهل ایالات متحده آمریکا است.